# AHL 2010/11
Die Saison 2010/11 war die 75. reguläre Saison der American Hockey League (AHL). Während der regulären Saison bestritten die 30 Teams der Liga jeweils 80 Begegnungen. Die jeweils acht besten Mannschaften der Eastern Conference und der Western Conference spielten anschließend in einer Play-off-Runde um den Calder Cup.

## Teamänderungen
Folgende Änderungen wurden vor Beginn der Saison vorgenommen:
- Die Albany River Rats aus Albany, New York wurden nach Charlotte, North Carolina, umgesiedelt und nehmen jetzt unter dem Namen Charlotte Checkers am Spielbetrieb der Eastern Conference teil.
- Die Lowell Devils aus Lowell, Massachusetts wurden nach Albany New York, umgesiedelt und nehmen jetzt unter dem Namen Albany Devils am Spielbetrieb der Eastern Conference teil. In Albany haben sie den Platz der Albany River Rats eingenommen.
- Die Edmonton Oilers reaktivierten ihr fünf Jahre lang inaktives Farmteam Edmonton Road Runners und siedelten es in Oklahoma City, Oklahoma an, wo es unter dem Namen Oklahoma City Barons am Spielbetrieb der Western Conference teilnimmt.

Außerdem wurde das Hartford Wolf Pack im Laufe der Saison (November) in Connecticut Whale umbenannt.

## Reguläre Saison

### Abschlusstabellen
Abkürzungen: GP = Spiele, W = Siege, L = Niederlagen, OTL = Niederlage nach Overtime, SOL = Niederlage nach Shootout, GF = Erzielte Tore, GA = Gegentore, Pts = Punkte

Erläuterungen: In Klammern befindet sich die Platzierung innerhalb der Conference;  = Playoff-Qualifikation,  = Division-Sieger,  = Conference-Sieger

#### Eastern Conference
| Atlantic Division                                         | GP | W  | L  | OTL | SOL | GF  | GA  | Pts |
| --------------------------------------------------------- | -- | -- | -- | --- | --- | --- | --- | --- |
| Portland Pirates (2)                                      | 80 | 47 | 24 | 7   | 2   | 280 | 238 | 103 |
| Manchester Monarchs (4)                                   | 80 | 44 | 26 | 4   | 6   | 255 | 209 | 98  |
| Connecticut Whale (bis 27.11. als Hartford Wolf Pack) (8) | 80 | 40 | 32 | 2   | 6   | 221 | 223 | 88  |
| Worcester Sharks (9)                                      | 80 | 36 | 31 | 4   | 9   | 210 | 245 | 85  |
| Providence Bruins (10)                                    | 80 | 38 | 36 | 3   | 3   | 209 | 252 | 82  |
| Springfield Falcons (12)                                  | 80 | 35 | 40 | 2   | 3   | 233 | 253 | 75  |
| Bridgeport Sound Tigers (14)                              | 80 | 30 | 39 | 4   | 7   | 218 | 266 | 71  |

| East Division                      | GP | W  | L  | OTL | SOL | GF  | GA  | Pts |
| ---------------------------------- | -- | -- | -- | --- | --- | --- | --- | --- |
| Wilkes-Barre/Scranton Penguins (1) | 80 | 58 | 21 | 0   | 1   | 261 | 183 | 117 |
| Hershey Bears (3)                  | 80 | 46 | 26 | 3   | 5   | 255 | 214 | 100 |
| Charlotte Checkers (5)             | 80 | 44 | 27 | 2   | 7   | 265 | 243 | 97  |
| Norfolk Admirals (6)               | 80 | 39 | 26 | 9   | 6   | 265 | 230 | 93  |
| Binghamton Senators (7)            | 80 | 42 | 30 | 3   | 5   | 255 | 221 | 92  |
| Syracuse Crunch (11)               | 80 | 35 | 38 | 3   | 4   | 217 | 249 | 77  |
| Adirondack Phantoms (13)           | 80 | 31 | 39 | 4   | 6   | 197 | 248 | 72  |
| Albany Devils (15)                 | 80 | 32 | 42 | 1   | 5   | 217 | 283 | 70  |

#### Western Conference
| North Division             | GP | W  | L  | OTL | SOL | GF  | GA  | Pts |
| -------------------------- | -- | -- | -- | --- | --- | --- | --- | --- |
| Hamilton Bulldogs (3)      | 80 | 44 | 27 | 2   | 7   | 226 | 193 | 97  |
| Lake Erie Monsters (4)     | 80 | 44 | 28 | 3   | 5   | 223 | 206 | 96  |
| Manitoba Moose (5)         | 80 | 43 | 30 | 1   | 6   | 220 | 210 | 93  |
| Abbotsford Heat (11)       | 80 | 38 | 32 | 4   | 6   | 186 | 212 | 86  |
| Toronto Marlies (12)       | 80 | 37 | 32 | 1   | 10  | 228 | 219 | 85  |
| Grand Rapids Griffins (14) | 80 | 36 | 34 | 2   | 8   | 227 | 254 | 82  |
| Rochester Americans (15)   | 80 | 31 | 39 | 5   | 5   | 218 | 266 | 72  |

| West Division            | GP | W  | L  | OTL | SOL | GF  | GA  | Pts |
| ------------------------ | -- | -- | -- | --- | --- | --- | --- | --- |
| Milwaukee Admirals (1)   | 80 | 44 | 22 | 6   | 8   | 226 | 194 | 102 |
| Houston Aeros (2)        | 80 | 46 | 28 | 1   | 5   | 240 | 212 | 98  |
| Peoria Rivermen (6)      | 80 | 42 | 30 | 3   | 5   | 223 | 218 | 92  |
| Texas Stars (7)          | 80 | 41 | 29 | 4   | 6   | 213 | 210 | 92  |
| Oklahoma City Barons (8) | 80 | 40 | 29 | 2   | 9   | 245 | 234 | 91  |
| Chicago Wolves (9)       | 80 | 39 | 30 | 5   | 6   | 260 | 262 | 89  |
| San Antonio Rampage (10) | 80 | 40 | 33 | 4   | 3   | 228 | 245 | 87  |
| Rockford IceHogs (13)    | 80 | 38 | 33 | 4   | 5   | 216 | 245 | 85  |

### Beste Scorer
Mit 86 Punkten führte Corey Locke die Scorerliste der AHL an. Seine 65 Assists waren der Bestwert dieser Saison, während Colin McDonald als bester Torschütze mit 42 Treffern erfolgreich war. In der Plus/Minus-Wertung führte Sean Collins mit einem Wert von + 29. Die meisten Powerplay-Tore erzielte Colin McDonald, der 19 Mal in Überzahl traf. Denis Hamel war mit 266 Schüssen der Spieler, der am häufigsten aufs Tor schoss. In Unterzahl waren Dustin Jeffrey und Mike Carman mit sechs Toren am häufigsten erfolgreich. Mit 334 Strafminuten war Pierre-Luc Létourneau-Leblond in dieser Saison der böse Bube. Marc-André Gragnani war mit 48 Torvorlagen und 60 Punkten der erfolgreichste Verteidiger. Luke Adam und Rhett Rakhshani waren mit 62 Punkten die erfolgreichsten Rookies.
Abkürzungen: GP = Spiele, G = Tore, A = Assists, Pts = Punkte, +/- = Plus/Minus, PIM = Strafminuten; Fett: Saisonbestwert
| Spieler              | Team                             | GP | G  | A  | Pts | PIM |
| -------------------- | -------------------------------- | -- | -- | -- | --- | --- |
| Corey Locke          | Binghamton Senators              | 69 | 21 | 65 | 86  | 42  |
| Alexandre Giroux     | Oklahoma City Barons             | 70 | 32 | 46 | 78  | 63  |
| Jason Krog           | Chicago Wolves                   | 80 | 19 | 56 | 75  | 22  |
| Darren Haydar        | Chicago Wolves                   | 77 | 27 | 47 | 74  | 60  |
| Nigel Dawes          | Chicago Wolves Hamilton Bulldogs | 66 | 41 | 31 | 72  | 24  |
| Marc-Antoine Pouliot | Norfolk Admirals                 | 69 | 25 | 47 | 72  | 53  |
| Brad Moran           | Oklahoma City Barons             | 79 | 20 | 52 | 72  | 40  |
| Keith Aucoin         | Hershey Bears                    | 53 | 18 | 54 | 72  | 49  |
| Ben Walter           | Lake Erie Monsters               | 77 | 23 | 47 | 70  | 24  |
| T. J. Hensick        | Peoria Rivermen                  | 59 | 21 | 48 | 69  | 27  |

### Beste Torhüter
Abkürzungen: GP = Spiele; TOI = Eiszeit (in Minuten); W = Siege; L = Niederlagen; OTL = Overtime/Shootout-Niederlagen; GA = Gegentore; SO = Shutouts; Sv% = gehaltene Schüsse (in %); GAA = Gegentorschnitt; Fett: Saisonbestwert
| Spieler          | Team                           | GP | TOI  | W  | L  | OTL | GA  | SO | Sv%  | GAA  |
| ---------------- | ------------------------------ | -- | ---- | -- | -- | --- | --- | -- | ---- | ---- |
| Curtis Sanford   | Hamilton Bulldogs              | 40 | 2273 | 22 | 13 | 2   | 73  | 5  | .930 | 1.93 |
| Brad Thiessen    | Wilkes-Barre/Scranton Penguins | 46 | 2567 | 35 | 8  | 1   | 83  | 7  | .922 | 1.94 |
| Mark Dekanich    | Milwaukee Admirals             | 43 | 2500 | 23 | 12 | 5   | 84  | 4  | .931 | 2.02 |
| Richard Bachman  | Texas Stars                    | 55 | 3191 | 28 | 19 | 5   | 117 | 6  | .927 | 2.20 |
| Michael Leighton | Adirondack Phantoms            | 30 | 1783 | 14 | 12 | 3   | 66  | 5  | .926 | 2.22 |

## Calder-Cup-Playoffs

### Modus
Für die Play-offs qualifizieren sich jeweils die besten drei Teams jeder Division sowie zusätzlich je ein Team pro Conference. Da in jeder Conference eine Division mit sieben und eine mit acht Mannschaften existiert, wird der jeweils verbleibende Play-off-Platz an den Fünftplatzierten der Achter- oder den Viertplatzierten der Siebenergruppe, je nach Punktestand, vergeben.
In den ersten beiden Runden spielt jede Division ihren eigenen Sieger aus, ehe im Conference Halbfinale die Sieger der Conferences ausgespielt werden, die im Calder-Cup-Finale aufeinander treffen. Dabei trifft die auf der Setzliste am höchsten befindliche Mannschaft immer auf die niedrigst gesetzte. Der Teilnehmer, der entweder der viertplatzierte der East Division oder der fünftplatzierte der Atlantic Division sein wird, nimmt dabei den letzten Platz der Setzliste in der East Division ein. Alle Serien jeder Runde werden im Best-of-Seven-Modus ausgespielt, das heißt, dass ein Team vier Siege zum Erreichen der nächsten Runde benötigt. Das höher gesetzte Team hat dabei die ersten beiden Spiele Heimrecht, die nächsten beiden das gegnerische Team. Sollte bis dahin kein Sieger aus der Runde hervorgegangen sein, wechselt das Heimrecht von Spiel zu Spiel. So hat die höhergesetzte Mannschaft in Spiel 1, 2, 5 und 7, also vier der maximal sieben Spiele, einen Heimvorteil.
Bei Spielen, die nach der regulären Spielzeit von 60 Minuten unentschieden bleiben, folgt die Overtime, die im Gegensatz zur regulären Saison mit fünf Feldspielern gespielt wird. Die Drittel dauern weiterhin 20 Minuten und es wird so lange gespielt, bis ein Team das erste Tor schießt.

### Playoff-Baum
|  | Division Semifinals | Division Semifinals  | Division Semifinals |                     |                                | Division Finals | Division Finals    | Division Finals |  |  | Conference Finals | Conference Finals | Conference Finals |  |  | Calder Cup Finals | Calder Cup Finals | Calder Cup Finals |
|  |                     |                      |                     |                     |                                |                 |                    |                 |  |  |                   |                   |                   |  |  |                   |                   |                   |
|  | W1                  | Milwaukee Admirals   | 4                   |                     |                                |                 |                    |                 |  |  |                   |                   |                   |  |  |                   |                   |                   |
|  | W4                  | Texas Stars          | 2                   |                     |                                |                 |                    |                 |  |  |                   |                   |                   |  |  |                   |                   |                   |
|  | W4                  | Texas Stars          | 2                   | W1                  | Milwaukee Admirals             | 3               |                    |                 |  |  |                   |                   |                   |  |  |                   |                   |                   |
|  |                     |                      |                     | W1                  | Milwaukee Admirals             | 3               |                    |                 |  |  |                   |                   |                   |  |  |                   |                   |                   |
|  |                     |                      | W2                  | Houston Aeros       | 4                              |                 |                    |                 |  |  |                   |                   |                   |  |  |                   |                   |                   |
|  | W2                  | Houston Aeros        | W2                  | Houston Aeros       | 4                              | 4               |                    |                 |  |  |                   |                   |                   |  |  |                   |                   |                   |
|  | W2                  | Houston Aeros        |                     |                     |                                | 4               |                    |                 |  |  |                   |                   |                   |  |  |                   |                   |                   |
|  | W3                  | Peoria Rivermen      | 0                   |                     |                                |                 |                    |                 |  |  |                   |                   |                   |  |  |                   |                   |                   |
|  | W3                  | Peoria Rivermen      | 0                   | W2                  | Houston Aeros                  | 4               |                    |                 |  |  |                   |                   |                   |  |  |                   |                   |                   |
|  |                     |                      |                     | W2                  | Houston Aeros                  | 4               | Western Conference |                 |  |  |                   |                   |                   |  |  |                   |                   |                   |
|  |                     | N1                   | Hamilton Bulldogs   | 3                   |                                |                 |                    |                 |  |  |                   |                   |                   |  |  |                   |                   |                   |
|  | N1                  | N1                   | Hamilton Bulldogs   | 3                   | Hamilton Bulldogs              | 4               |                    |                 |  |  |                   |                   |                   |  |  |                   |                   |                   |
|  | N1                  |                      |                     |                     | Hamilton Bulldogs              | 4               |                    |                 |  |  |                   |                   |                   |  |  |                   |                   |                   |
|  | W5                  | Oklahoma City Barons | 2                   |                     |                                |                 |                    |                 |  |  |                   |                   |                   |  |  |                   |                   |                   |
|  | W5                  | Oklahoma City Barons | 2                   | N1                  | Hamilton Bulldogs              | 4               |                    |                 |  |  |                   |                   |                   |  |  |                   |                   |                   |
|  |                     |                      |                     | N1                  | Hamilton Bulldogs              | 4               |                    |                 |  |  |                   |                   |                   |  |  |                   |                   |                   |
|  |                     |                      | N3                  | Manitoba Moose      | 3                              |                 |                    |                 |  |  |                   |                   |                   |  |  |                   |                   |                   |
|  | N2                  | Lake Erie Monsters   | N3                  | Manitoba Moose      | 3                              | 3               |                    |                 |  |  |                   |                   |                   |  |  |                   |                   |                   |
|  | N2                  | Lake Erie Monsters   |                     |                     |                                |                 |                    |                 |  |  |                   |                   |                   |  |  |                   |                   |                   |
|  | N3                  | Manitoba Moose       | 4                   |                     |                                |                 |                    |                 |  |  |                   |                   |                   |  |  |                   |                   |                   |
|  | N3                  | Manitoba Moose       | 4                   | W2                  | Houston Aeros                  | 2               |                    |                 |  |  |                   |                   |                   |  |  |                   |                   |                   |
|  |                     |                      |                     |                     |                                |                 |                    |                 |  |  |                   |                   |                   |  |  |                   |                   |                   |
|  |                     | E5                   | Binghamton Senators | 4                   |                                |                 |                    |                 |  |  |                   |                   |                   |  |  |                   |                   |                   |
|  | E1                  | E5                   | Binghamton Senators | 4                   | Wilkes-Barre/Scranton Penguins | 4               |                    |                 |  |  |                   |                   |                   |  |  |                   |                   |                   |
|  | E1                  |                      |                     |                     | Wilkes-Barre/Scranton Penguins | 4               |                    |                 |  |  |                   |                   |                   |  |  |                   |                   |                   |
|  | E4                  | Norfolk Admirals     | 2                   |                     |                                |                 |                    |                 |  |  |                   |                   |                   |  |  |                   |                   |                   |
|  | E4                  | Norfolk Admirals     | 2                   | E1                  | Wilkes-Barre/Scranton Penguins | 2               |                    |                 |  |  |                   |                   |                   |  |  |                   |                   |                   |
|  |                     |                      |                     | E1                  | Wilkes-Barre/Scranton Penguins | 2               |                    |                 |  |  |                   |                   |                   |  |  |                   |                   |                   |
|  |                     |                      | E3                  | Charlotte Checkers  | 4                              |                 |                    |                 |  |  |                   |                   |                   |  |  |                   |                   |                   |
|  | E2                  | Hershey Bears        | E3                  | Charlotte Checkers  | 4                              | 2               |                    |                 |  |  |                   |                   |                   |  |  |                   |                   |                   |
|  | E2                  | Hershey Bears        |                     |                     |                                | 2               |                    |                 |  |  |                   |                   |                   |  |  |                   |                   |                   |
|  | E3                  | Charlotte Checkers   | 4                   |                     |                                |                 |                    |                 |  |  |                   |                   |                   |  |  |                   |                   |                   |
|  | E3                  | Charlotte Checkers   | 4                   | E3                  | Charlotte Checkers             | 0               |                    |                 |  |  |                   |                   |                   |  |  |                   |                   |                   |
|  |                     |                      |                     | E3                  | Charlotte Checkers             | 0               | Eastern Conference |                 |  |  |                   |                   |                   |  |  |                   |                   |                   |
|  |                     | E5                   | Binghamton Senators | 4                   |                                |                 |                    |                 |  |  |                   |                   |                   |  |  |                   |                   |                   |
|  | A1                  | E5                   | Binghamton Senators | 4                   | Portland Pirates               | 4               |                    |                 |  |  |                   |                   |                   |  |  |                   |                   |                   |
|  | A1                  |                      |                     |                     |                                |                 |                    |                 |  |  |                   |                   |                   |  |  |                   |                   |                   |
|  | A3                  | Connecticut Whale    | 2                   |                     |                                |                 |                    |                 |  |  |                   |                   |                   |  |  |                   |                   |                   |
|  | A3                  | Connecticut Whale    | 2                   | A1                  | Portland Pirates               | 2               |                    |                 |  |  |                   |                   |                   |  |  |                   |                   |                   |
|  |                     |                      |                     | A1                  | Portland Pirates               | 2               |                    |                 |  |  |                   |                   |                   |  |  |                   |                   |                   |
|  |                     |                      | E5                  | Binghamton Senators | 4                              |                 |                    |                 |  |  |                   |                   |                   |  |  |                   |                   |                   |
|  | A2                  | Manchester Monarchs  | E5                  | Binghamton Senators | 4                              | 3               |                    |                 |  |  |                   |                   |                   |  |  |                   |                   |                   |
|  | A2                  | Manchester Monarchs  |                     |                     |                                |                 |                    |                 |  |  |                   |                   |                   |  |  |                   |                   |                   |
|  | E5                  | Binghamton Senators  | 4                   |                     |                                |                 |                    |                 |  |  |                   |                   |                   |  |  |                   |                   |                   |

### Calder-Cup-Finale
| 27. Mai 2011 19:35 Uhr | Houston Aeros Jed Ortmeyer (41:47) Jed Ortmeyer (46:09) Warren Peters (59:24) | 3:1 (0:0, 0:1, 3:0) Spielbericht Stand: 1:0 | Binghamton Senators Bobby Butler (36:17) | Toyota Center, Houston, Texas Zuschauer: 8.018 |

| 28. Mai 2011 19:35 Uhr | Houston Aeros Casey Wellman (4:27) | 1:2 n. V. (1:1, 0:0, 0:0, 0:1) Spielbericht Stand: 1:1 | Binghamton Senators Bobby Butler (1:45) Jim O’Brien (67:54) | Toyota Center, Houston, Texas Zuschauer: 9.002 |

| 1. Juni 2011 19:05 Uhr | Binghamton Senators Ryan Keller (42:52) | 1:2 (0:1, 0:1, 1:0) Spielbericht Stand: 1:2 | Houston Aeros Jon DiSalvatore (1:08) Nate Prosser (32:51) | Broome County Veterans Memorial Arena, Binghamton, New York Zuschauer: 4.710 |

| 3. Juni 2011 19:05 Uhr | Binghamton Senators Cody Bass (11:48) Corey Locke (17:10) Derek Smith (42:19) | 3:0 (2:0, 0:0, 1:0) Spielbericht Stand: 2:2 | Houston Aeros | Broome County Veterans Memorial Arena, Binghamton, New York Zuschauer: 4.710 |

| 4. Juni 2011 19:05 Uhr | Binghamton Senators Corey Locke (9:19) Erik Condra (12:17) Zack Smith (39:51) Zack Smith (55:56) | 4:2 (2:2, 1:0, 1:0) Spielbericht Stand: 3:2 | Houston Aeros Jean-Michel Daoust (11:08) Jean-Michel Daoust (19:53) | Broome County Veterans Memorial Arena, Binghamton, New York Zuschauer: 4.727 |

| 7. Juni 2011 19:05 Uhr | Houston Aeros Jon DiSalvatore (26:37) Jean-Michel Daoust (31:20) | 2:3 (0:0, 2:1, 0:2) Spielbericht Stand: 2:4 | Binghamton Senators Roman Wick (22:28) Bobby Butler (43:26) Ryan Keller (49:09) | Toyota Center, Houston, Texas Zuschauer: 10.125 |

### Calder-Cup-Sieger
| Calder-Cup-Sieger Binghamton Senators | Torhüter: Barry Brust, Robin Lehner Verteidiger: André Benoit, Mark Borowiecki, Patrick Coulombe, Jared Cowen, Eric Gryba, Geoff Kinrade, Bobby Raymond, Craig Schira, Derek Smith, Brennan Turner, Patrick Wiercioch Angreifer: Cody Bass, Bobby Butler, Erik Condra, Kaspars Daugaviņš, David Dziurzynski, Derek Grant, Colin Greening, Mike Hoffman, Ryan Keller, Corey Locke, Jim O’Brien, Ryan Potulny, David Sloane, Zack Smith, Roman Wick Cheftrainer: Kurt Kleinendorst General Manager: Tim Murray |

### Beste Scorer
Mit 14 Toren und 26 Punkten führte Ryan Potulny die Scorerliste der Playoffs an. André Benoit und Ryan Keller erreichten den Endrundenbestwert von 15 Torvorlagen. In der Plus/Minus-Wertung führten Andreas Engqvist und Frédéric Saint-Denis mit einem Wert von + 11. Die meisten Powerplay-Tore erzielten Bobby Butler und Nigel Dawes, die beide sechs Mal in Überzahl trafen. Mit 100 Schüssen war er Patrick O’Sullivan der Spieler, der am häufigsten auf das Tor schoss. In Unterzahl waren Justin Mercier, Ryan Russell und Kaspars Daugaviņš mit jeweils zwei Toren am häufigsten erfolgreich. Mit 42 Strafminuten war Garth Murray in dieser Endrunde der böse Bube. André Benoit war mit 18 Punkten der erfolgreichste Verteidiger.
Abkürzungen: GP = Spiele, G = Tore, A = Assists, Pts = Punkte, +/- = Plus/Minus, PIM = Strafminuten; Fett: Saisonbestwert
| Spieler            | Team                | GP | G  | A  | Pts | PIM |
| ------------------ | ------------------- | -- | -- | -- | --- | --- |
| Ryan Potulny       | Binghamton Senators | 23 | 14 | 12 | 26  | 12  |
| Ryan Keller        | Binghamton Senators | 23 | 10 | 15 | 25  | 8   |
| Nigel Dawes        | Hamilton Bulldogs   | 20 | 14 | 8  | 22  | 8   |
| Kaspars Daugaviņš  | Binghamton Senators | 23 | 10 | 10 | 20  | 8   |
| Zack Smith         | Binghamton Senators | 23 | 8  | 12 | 20  | 36  |
| Aaron Palushaj     | Hamilton Bulldogs   | 19 | 7  | 12 | 19  | 14  |
| Patrick O’Sullivan | Houston Aeros       | 24 | 4  | 14 | 18  | 16  |
| André Benoit       | Binghamton Senators | 23 | 3  | 15 | 18  | 14  |
| Bobby Butler       | Binghamton Senators | 23 | 13 | 4  | 17  | 6   |
| Marco Rosa         | Manitoba Moose      | 14 | 6  | 11 | 17  | 4   |

### Beste Torhüter
Abkürzungen: GP = Spiele; TOI = Eiszeit (in Minuten); W = Siege; L = Niederlagen; OTL = Overtime/Shootout-Niederlagen; GA = Gegentore; SO = Shutouts; Sv% = gehaltene Schüsse (in %); GAA = Gegentorschnitt; Fett: Saisonbestwert
| Spieler        | Team                           | GP | TOI  | W  | L | OTL | GA | SO | Sv%  | GAA  |
| -------------- | ------------------------------ | -- | ---- | -- | - | --- | -- | -- | ---- | ---- |
| Brad Thiessen  | Wilkes-Barre/Scranton Penguins | 12 | 720  | 6  | 6 | –   | 20 | 2  | .940 | 1.67 |
| Martin Gerber  | Oklahoma City Barons           | 6  | 335  | 2  | 3 | –   | 10 | 1  | .931 | 1.79 |
| Drew MacIntyre | Hamilton Bulldogs              | 20 | 1289 | 11 | 9 | –   | 42 | 1  | .930 | 1.95 |
| Eddie Läck     | Manitoba Moose                 | 12 | 752  | 6  | 5 | –   | 25 | 2  | .932 | 1.99 |
| Robin Lehner   | Binghamton Senators            | 19 | 1112 | 14 | 4 | –   | 39 | 3  | .939 | 2.10 |

## Vergebene Trophäen

### Mannschaftstrophäen
| Auszeichnung                                                     | Team                           |
| ---------------------------------------------------------------- | ------------------------------ |
| Calder Cup Gewinner der AHL-Playoffs                             | Binghamton Senators            |
| Richard F. Canning Trophy Gewinner des Eastern Conference-Finale | Binghamton Senators            |
| Robert W. Clarke Trophy Gewinner des Western Conference-Finale   | Houston Aeros                  |
| Macgregor Kilpatrick Trophy Bestes Team der regulären Saison     | Wilkes-Barre/Scranton Penguins |
| Frank S. Mathers Trophy Bestes Team der Eastern Conference       | Wilkes-Barre/Scranton Penguins |
| Norman R. „Bud“ Poile Trophy Bestes Team der Western Conference  | Milwaukee Admirals             |
| Emile Francis Trophy Bestes Team der Atlantic Division           | Portland Pirates               |
| F. G. „Teddy“ Oke Trophy Bestes Team der East Division           | Wilkes-Barre/Scranton Penguins |
| Sam Pollock Trophy Bestes Team der North Division                | Hamilton Bulldogs              |
| John D. Chick Trophy Bestes Team der West Division               | Milwaukee Admirals             |

### Individuelle Trophäen
| Auszeichnung                                                                                                   | Spieler                  | Team                           |
| --- | ------------------------ | ------------------------------ |
| Les Cunningham Award MVP der regulären Saison                                                                  | Corey Locke              | Binghamton Senators            |
| John B. Sollenberger Trophy Bester Scorer                                                                      | Corey Locke              | Binghamton Senators            |
| Willie Marshall Award Bester Torschütze                                                                        | Colin McDonald           | Oklahoma City Barons           |
| Dudley „Red“ Garrett Memorial Award Bester Rookie                                                              | Luke Adam                | Portland Pirates               |
| Eddie Shore Award Bester Verteidiger                                                                           | Marc-André Gragnani      | Portland Pirates               |
| Aldege „Baz“ Bastien Memorial Award Bester Torhüter                                                            | Brad Thiessen            | Wilkes-Barre/Scranton Penguins |
| Harry „Hap“ Holmes Memorial Award Torhüter mit dem geringsten Gegentorschnitt                                  | John Curry Brad Thiessen | Wilkes-Barre/Scranton Penguins |
| Louis A. R. Pieri Memorial Award Bester Trainer                                                                | John Hynes               | Wilkes-Barre/Scranton Penguins |
| Fred T. Hunt Memorial Award Für den Spieler, der durch Fairness, Einsatz und Hingabe herausragt                | Bryan Helmer             | Oklahoma City Barons           |
| Yanick Dupré Memorial Award Für den Spieler, der sich durch besonderen Einsatz in der Gesellschaft auszeichnet | Cody Bass                | Binghamton Senators            |
| Jack A. Butterfield Trophy MVP der Calder-Cup-Playoffs                                                         | Robin Lehner             | Binghamton Senators            |

### All-Star-Teams
| First All-Star Team | First All-Star Team                           |
| ------------------- | --------------------------------------------- |
| Angriff:            | Alexandre Giroux − Corey Locke − Mark Mancari |
| Verteidigung:       | Marc-André Gragnani − Maxim Noreau            |
| Tor:                | Brad Thiessen                                 |

| Second All-Star Team | Second All-Star Team                       |
| -------------------- | ------------------------------------------ |
| Angriff:             | Nigel Dawes − Keith Aucoin − Darren Haydar |
| Verteidigung:        | André Benoit − Wjatscheslaw Woinow         |
| Tor:                 | Curtis Sanford                             |

| All-Rookie Team | All-Rookie Team                         |
| --------------- | --------------------------------------- |
| Angriff:        | Luke Adam − Zac Dalpe − Rhett Rakhshani |
| Verteidigung:   | Erik Gustafsson − Brendan Smith         |
| Tor:            | Eddie Läck                              |